# Zomerpaleis van Tipoe Sultan

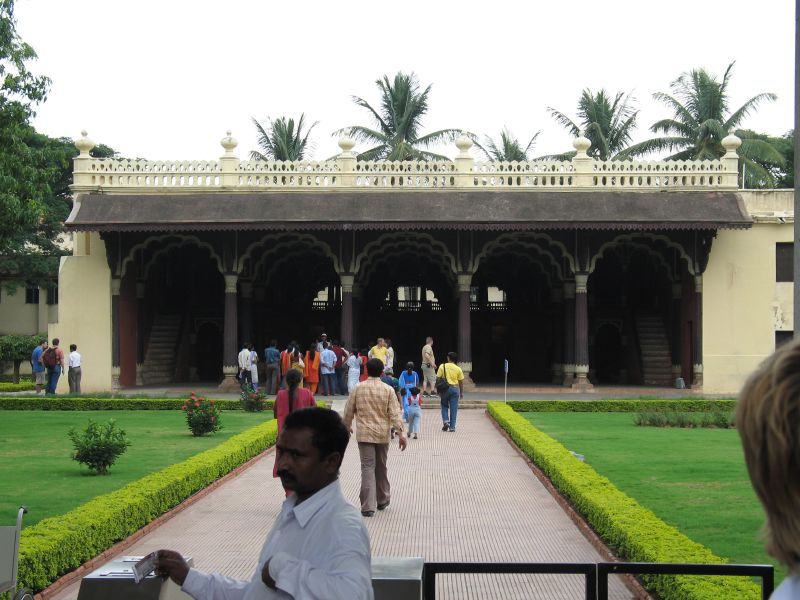
Voorkant

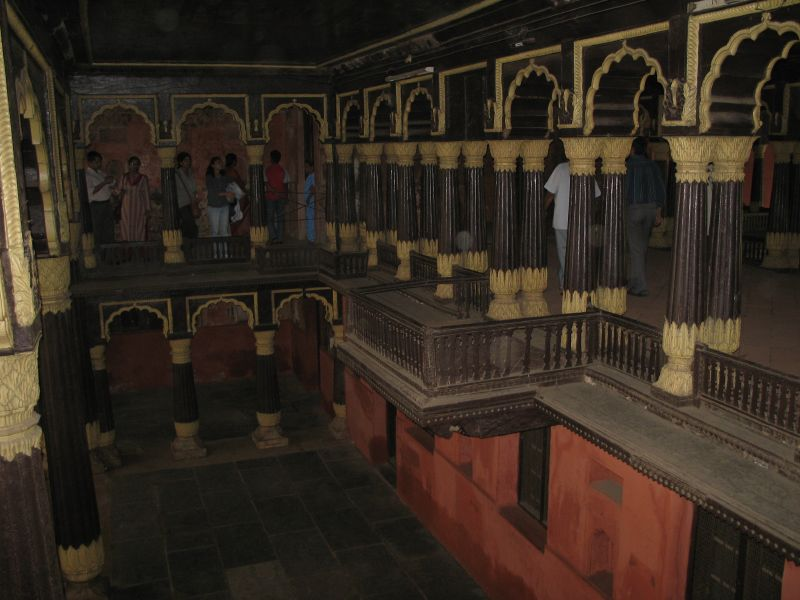
Interieur

Het Zomerpaleis van Tipoe Sultan was het zomerverblijf van de heerser van het Mysorean Tipoe Sultan. Het is gelegen in Bangalore in India. De bouw werd begonnen door Hyder Ali binnen de muren van het Bangalore Fort en tijdens de heerschappij van Tipoe Sultan in het jaar 1791. Na de dood van Tipoe Sultan in de Vierde Engels-Mysore Oorlog, werd het paleis gebruikt door de Britse Administratie als Secretariaat voor de verhuizing van Attara Kacheri in 1868. Tegenwoordig is het een toeristische trekpleister in het centrum van Oud Bangalore dicht bij de bushalte Kalasipalyam en wordt onderhouden door de regering van Karnataka.

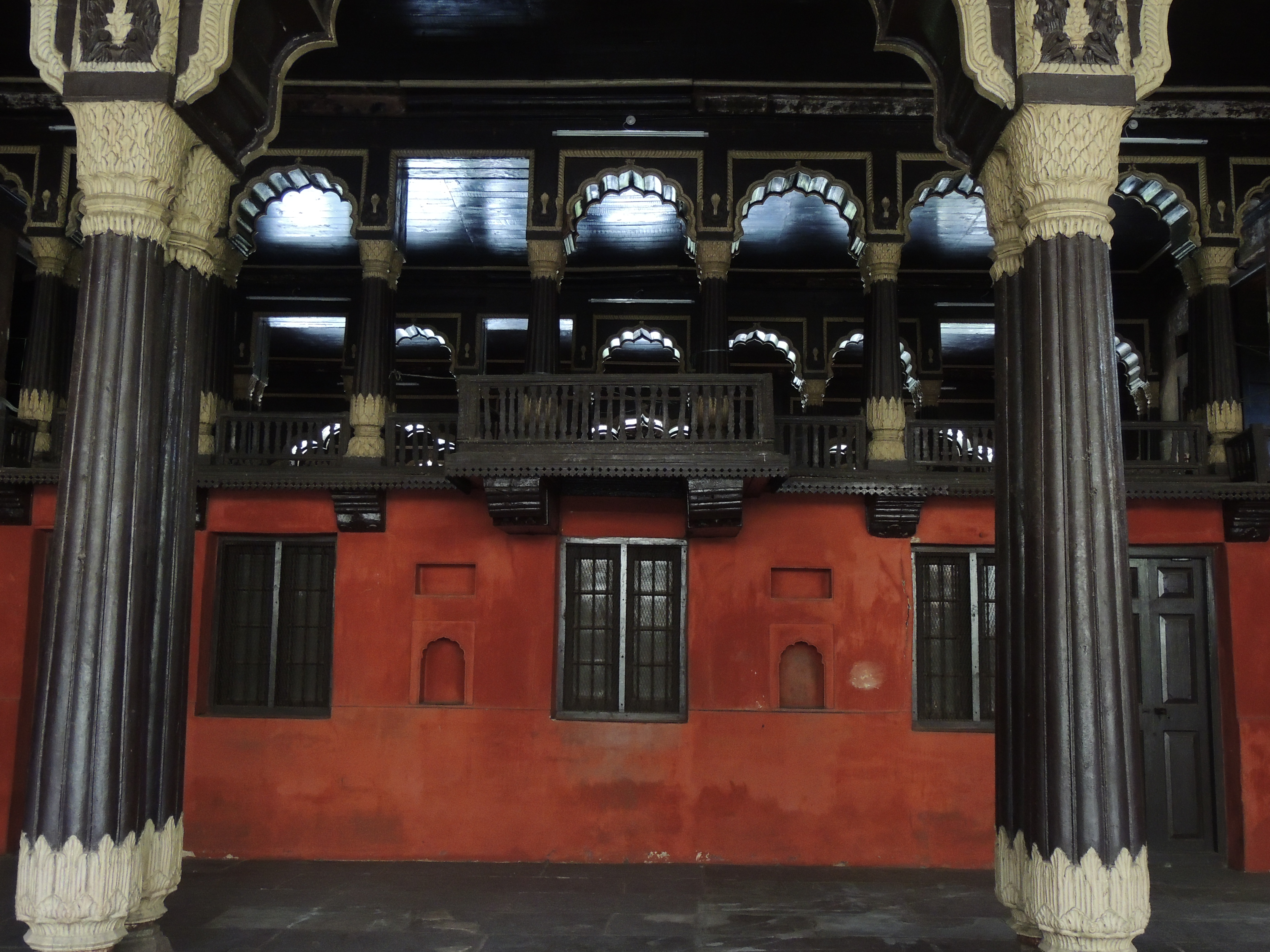
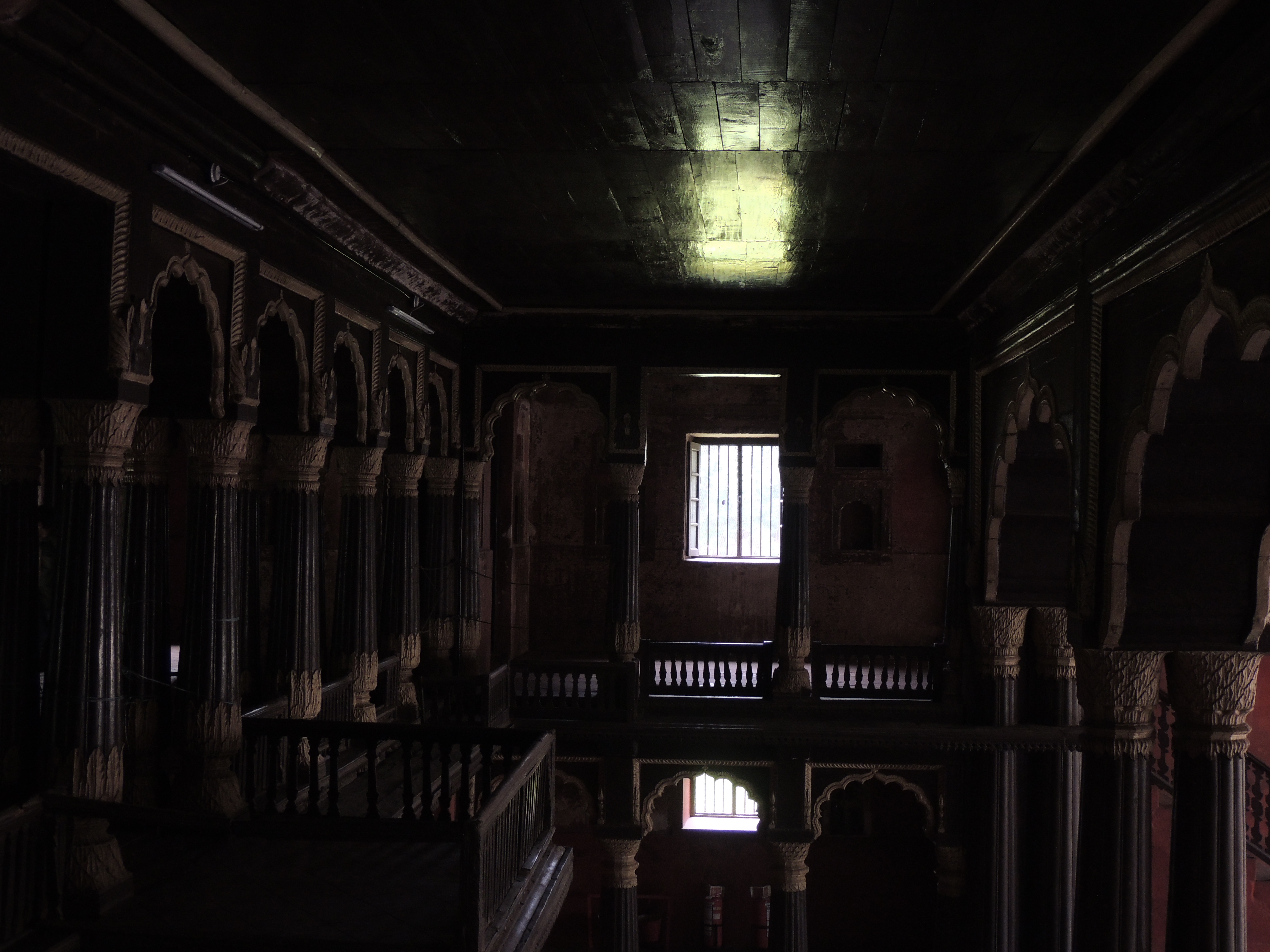
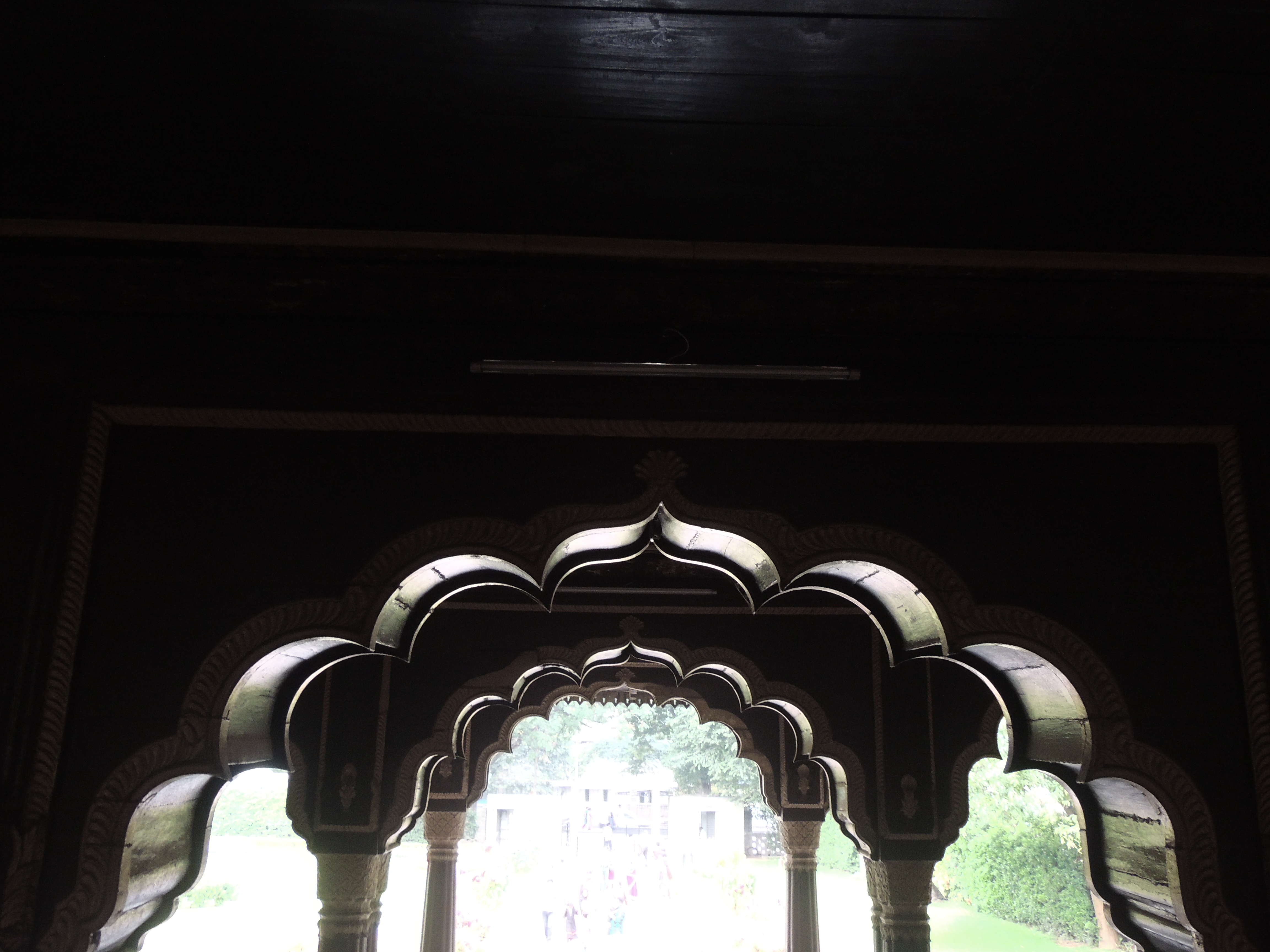

Het paleis is dagelijks open voor bezoekers.